# Пол Окон
Пол Окон (англ. Paul Okon, нар. 5 квітня 1972, Сідней) — австралійський футболіст німецько-італійського походження, що грав на позиції півзахисника. По завершенні ігрової кар'єри — тренер.
Виступав, зокрема, за клуби «Брюгге» та «Лаціо», а також національну збірну Австралії.

## Клубна кар'єра
У дорослому футболі дебютував 1989 року виступами за команду «Марконі Сталліонс», в якій провів два сезони, взявши участь у 49 матчах чемпіонату.
Своєю грою за цю команду привернув увагу представників тренерського штабу бельгійського «Брюгге», до складу якого приєднався 1991 року. Відіграв за команду з Брюгге наступні п'ять сезонів своєї ігрової кар'єри, вигравши чемпіонат і кілька разів ставши володарем Кубка і Суперкубка Бельгії. У 1996 році Окон був визнаний футболістом року у Бельгії і Океанії, після чого ним зацікавилися гранди європейського футболу.
Того ж 1996 року Пол перейшов до італійського «Лаціо». Незважаючи на те, що його основний конкурент Роберто Ді Маттео перейшов в англійське «Челсі», через травму коліна Окон не зміг проявити себе в Римі і майже весь час провів у лазареті команди, зігравши лише у 19 поєдинках за три роки, тим не менш за цей час виборов титул володаря Кубка Італії, а також ставав володарем Суперкубка Італії та Кубка кубків УЄФА, але у жодному з переможних фіналів участі не брав.
У сезоні 1999/00 Окон грав за «Фіорентину», у складі якої теж не зумів закріпитись, після чого перебрався до Англії, де виступав за «Мідлсбро», «Вотфорд» та «Лідс Юнайтед», щоправда знову ніде основним гравцем не був. Після цього знову грав у Італії та Бельгії, захищаючи кольори клубів «Віченца», «Брюссель» та «Остенде».
У 2005 році Пол перейшов в кіпрський АПОЕЛ, з яким він став володарем Кубка Кіпру. У 2006 році Оокон повернувся на батьківщину, де сезон провів виступаючи за «Ньюкасл Юнайтед Джетс» і там же в червні 2007 року він завершив професіональну кар'єру, хоча надалі і грав на аматорському рівні Okon played for amateur team West Ryde Rovers' over-35 Division 1 team in the GHFA..

## Виступи за збірні
Протягом 1991—1992 років залучався до складу молодіжної збірної Австралії, з якою став півфіналістом молодіжного чемпіонату світу 1991 року, а наступного року у складі олімпійської збірної він взяв участь у Олімпійських Іграх у Барселоні, де теж зайняв з командою 4-те місце.
4 лютого 1991 року дебютував в офіційних матчах у складі національної збірної Австралії в товариській грі проти Чехословаччини (0:2). У складі збірної став переможцем Кубка націй ОФК 2000 року на Таїті, що дозволило Окону з командою стати учасником розіграшу Кубка конфедерацій 2001 року в Японії і Південній Кореї. Там він зіграв у 4 матчах і допоміг команді сенсаційно здобути бронзові нагороди.
Всього протягом кар'єри у національній команді, яка тривала 13 років, провів у її формі 29 матчів.

## Кар'єра тренера
Розпочав тренерську кар'єру невдовзі по завершенні кар'єри гравця, 2008 року, очоливши тренерський штаб клубу «АПІА Лейхгардт», що виступав у чемпіонаті Нового Південного Уельсу.
2009 року Окон очолив австралійську юнацьку збірну U-18 для створення боєздатної команди на Олімпійських іграх 2012 року, втім вже незабаром він покинув проект і став помічником Мірона Блейберга у «Голд-Кост Юнайтед».
23 лютого 2010 року Окон не продовжив контракт з клубом і відправився в турнір з австралійською олімпійською командою до 23 років на турнірі у В'єтнамі, де був помічником тренера Ауреліо Відмара.
19 квітня 2012 року було оголошено, що Окон призначений головним тренером молодіжної збірної Австралії до 20 років, в той же час залишаючись помічником тренера олімпійської збірної Австралії. Під керівництвом Пола команда стала півфіналістом Юнацького (U-19) кубка Азії 2012 року в ОАЕ, завдяки чому кваліфікувалась на молодіжний чемпіонат світу 2013 року в Туреччині, але там його підопічні виступили невдало, здобувши лише 1 очко у 3 матчах. У 2014 році Окон знову вивів команду на Юнацький (U-19) кубок Азії 2014 року у М'янмі, але цього разу його команда сенсаційно не вийшла з групи.
29 серпня 2016 року Окон був призначений новим головним тренером клубу «Сентрал-Кост Марінерс», підписавши дворічний контакт. 20 березня 2018 року, коли «моряки» опинилися в нижній частині А-«Ліги», було оголошено, що Окон подав у відставку.

## Титули і досягнення

### Командні
- Чемпіон Бельгії (1):

«Брюгге»: 1995–1996
- Володар Кубка Бельгії (2):

«Брюгге»: 1994–1995, 1995–1996
- Володар Суперкубка Бельгії (3):

«Брюгге»: 1991, 1992, 1994
- Володар Кубка Італії (1):

«Лаціо»: 1997–1998
- Володар Суперкубка Італії (1):

«Лаціо»: 1998
- Володар Кубка Кубків УЄФА (1):

«Лаціо»: 1998–1999
- Володар Кубка Кіпру (1):

АПОЕЛ: 2005–2006

### Збірні
- Переможець Молодіжного чемпіонату ОФК: 1990
- Володар Кубка націй ОФК: 2000

### Особисті
- Футболіст року в Бельгії: 1995—1996
- Футболіст року в Океанії: 1996
- Включений до Австралійської футбольної зали слави: 2009[12]